# Sentica
Sentica is een geslacht van vlinders van de familie van de zakjesdragers (Psychidae).

## Soorten
- Sentica felderi (Scott, 1864)
- Sentica oppositella Walker, 1863